# جووانی پیزانو

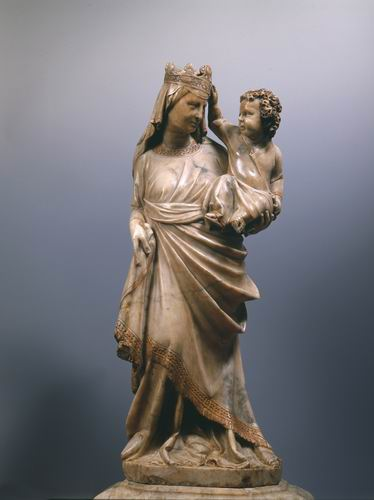
مجسمه ساز معروف

جووانی پیزانو (ایتالیایی: Giovanni Pisano؛ ۱۲۵۰ – ۱۳۱۵) یک مجسمه‌ساز، و معمار اهل ایتالیا بود.